# Jon Baumhauer

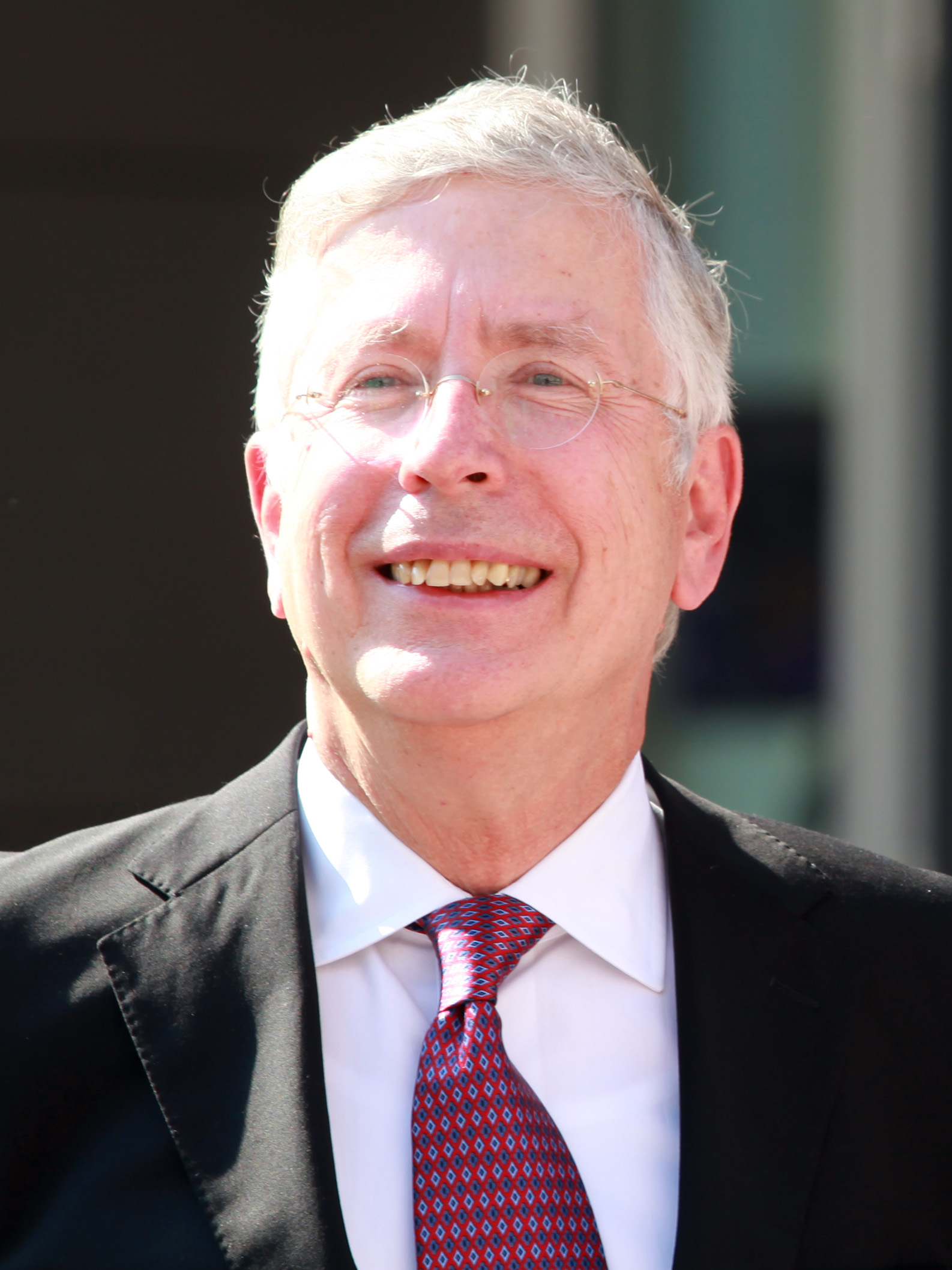
Jon Baumhauer

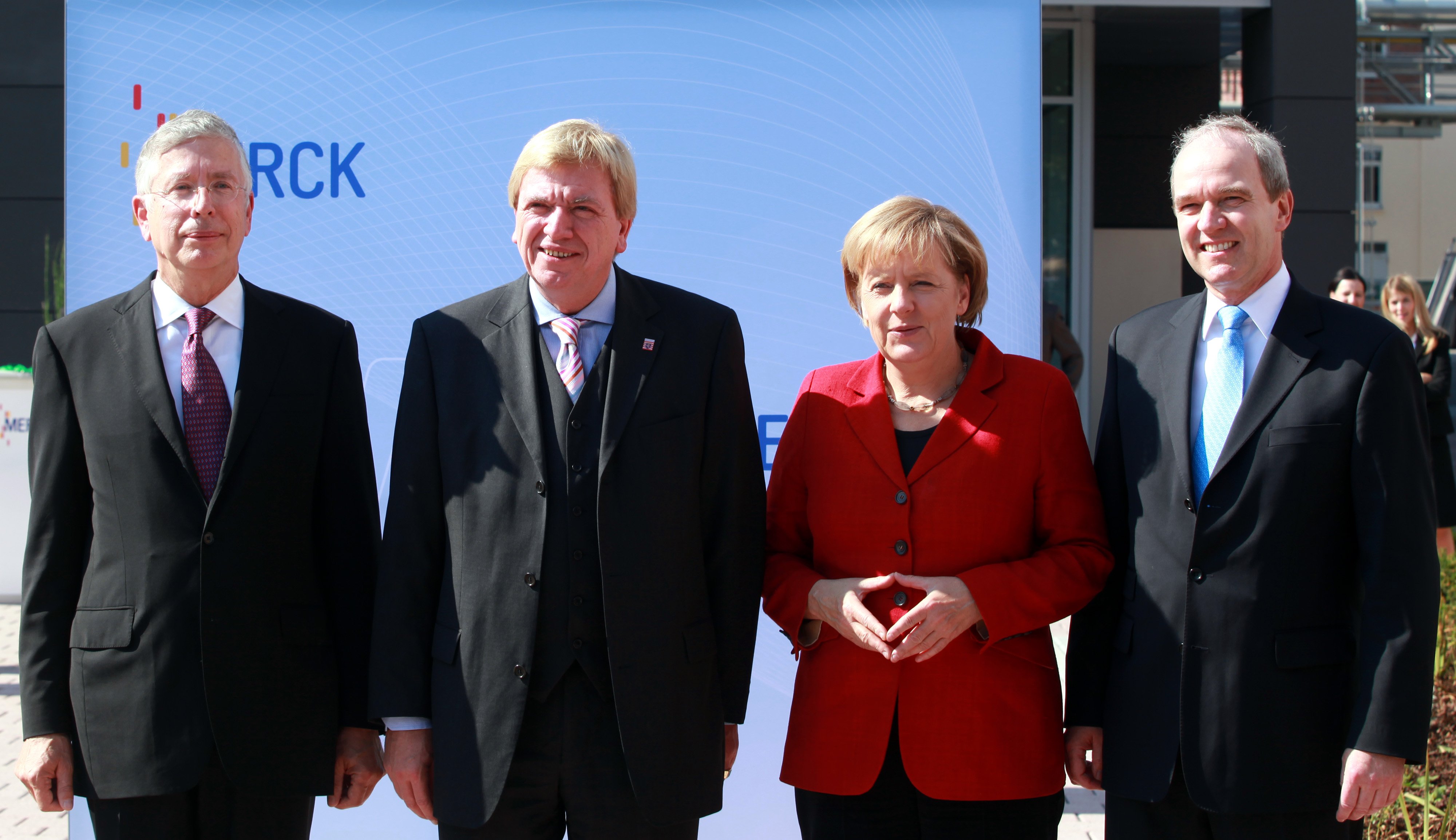
Jon Baumhauer (links) zusammen mit Volker Bouffier, Angela Merkel und Karl-Ludwig Kley am 23. September 2010

Jon Baumhauer (* 1. Februar 1944 in Freiburg im Breisgau) ist  ein deutscher Unternehmer und Klinischer Psychologe. Baumhauer war Vorsitzender des Vorstandes der E. Merck KG, die wiederum Hauptanteilseigner des DAX-Unternehmens Merck KGaA ist.

## Werdegang
Der gebürtige Freiburger, Sohn des Künstlers Hans Baumhauer und seiner Frau Maria, geborene Wolff, wuchs in München auf. Nach seinem Abitur am dem Benediktinergymnasium Ettal leistete er seinen Wehrdienst bei der Bundeswehr. Baumhauer studierte in New York Philosophie. Nach dem Abschluss arbeitete er kurze Zeit an der dortigen Universität. Dann wechselte er an die Ludwig-Maximilians-Universität München (LMU), um dort Psychologie und Geschichte zu studieren. Nach dem Studium arbeitete er mehrere Jahre an einem Institut der LMU bei Theodor Hellbrügge. Danach ließ er sich mit einer Kollegin als klinischer Psychologe in München nieder und arbeitete über 20 Jahre als Psychologischer Psychotherapeut in München. Parallel dazu wurde er 1979 in den Gesellschafterrat des Pharma- und Chemieunternehmens Merck in Darmstadt gewählt. 1989 wurde er stellvertretender Vorsitzender dieses Gremiums und von 1994 bis 2004 Vorsitzender des Gesellschafterrates. 2004 übernahm er den Vorsitz des Familienrates. 1995, im Jahr des Börsengangs der Merck KGaA, wurde er auch in den Aufsichtsrat des Unternehmens berufen. 2002 wurde er Vorsitzender des Vorstandes der E. Merck KG. Diese Gesellschaft hält 70,3 % der Aktien der Merck KGaA. Mit dem zunehmenden Engagement im Unternehmen reduzierte er seine Tätigkeit als praktizierender Psychotherapeut, die er dann völlig aufgab.
Einer breiteren Öffentlichkeit wurde Baumhauer erst 2006, im Rahmen des feindlichen Übernahmeversuches der Schering AG durch Merck, bekannt.
Baumhauer war der oberste Repräsentant der Unternehmerfamilie Merck und der Merck-Gruppe. Er ist ein direkter Nachfahre von Emanuel Merck, dem Gründer des Unternehmens Merck und in der elften Generation Nachfahre von Friedrich Jacob Merck. Sein Großvater war Kurt Wolff, der in erster Ehe mit Elisabeth Merck verheiratet war. Aus dieser Ehe entstammte die Tochter Maria, die 1942 Hans Baumhauer heiratete. Jon Baumhauer ist verheiratet und Vater von vier Kindern.
Am 12. November 2012 erhielt Baumhauer die Luther-Rose 2012 für gesellschaftliche Verantwortung und Unternehmercourage der Internationalen Martin Luther Stiftung.
Zum 28. Januar 2014 ist Jon Baumhauer aus Altersgründen aus dem Familienrat ausgeschieden. Sein Nachfolger als Vorsitzender des Vorstandes der E. Merck KG wurde Frank Stangenberg-Haverkamp.

## Sonstiges
Jon Baumhauer hat in langjähriger Sammeltätigkeit mit circa 20.000 Bänden wohl eine der größten Sammlungen der berühmten, seit 1912 bestehenden Insel-Bücherei mit einer Vielzahl von Text- und Einbandvarianten, Sonderausstattungen und Autographen der jeweiligen Autoren oder Buchkünstler zusammengetragen. Vom Insel Verlag wurde ihm zum 70. Geburtstag der von Raimund Fellinger redigierte und mit entsprechendem Anlasseindruck versehene Band „Seismograph“. Kurt Wolff im Kontext (IB 1332) gewidmet.

## Veröffentlichungen
- U. B. Brack und J. Baumhauer: Various effects in the modification of aggressive and silly behavior of children with brain damage. In: Acta  paedopsychiatrica. 40, 1973.
- T. Hellbrügge und Jon  Baumhauer: Integrierte Erziehung. Zweite Neustifter Gespräche  für Sozialpädiatrie. In: Fortschritte der Sozialpädiatrie. Band  3, Verlag Urban und Schwarzenberg,  1975. ISBN 3-541-06911-2
- Stierkopf und Weizengarben – Beiträge zur Geschichte der Eifeler Familie Kessler, München 2017, ISBN 9783873903982.